# Charles Thompson Sullivan
Charles Thompson Sullivan FRSC (Manchester, Nova Escócia, 9 de setembro de 1882 – Montreal, 17 de setembro de 1948) foi um matemático canadense.

## Educação e carreira
Sullivan obteve o grau de B.A. em 1906 na Universidade de Dalhousie e obteve um mestrado no Alberta College, Edmonton, de 1906 a 1908. Iniciou os estudos de pós-graduação em 1908 na Universidade McGill onde obteve um M.Sc. em 1909. Em 1910 foi lecturer em matemática na Universidade McGill. Frequentou trimestres de verão na Universidade de Chicago em 1909 e 1910 e (com uma licença de afastamento da Universidade McGill) 4 trimestres consecutivos em 1911-1912, obtendo um Ph.D. na Universidade de Chicago em 1912, orientado por Ernest Julius Wilczynski. Após completar o doutorado Sullivan retornou para a Universidade McGill, onde foi catedrático do departamento de matemática durante 16 anos, começando em 1930 e aposentando-se em 1947.
Foi palestrante convidado do Congresso Internacional de Matemáticos em Toronto (1924).

## Publicações selecionadas
- "Properties of surfaces whose asymptotic curves belong to linear complexes." Transactions of the American Mathematical Society. 15 (1914): 167–196. doi:10.1090/S0002-9947-1914-1500971-7
- "Scroll directrix curves." Transactions of the American Mathematical Society 16 (1915): 199–214. doi:10.2307/1988717
- "The determination of plane nets characterized by certain properties of their Laplace transforms." Bulletin of the American Mathematical Society 35, no. 4 (1929): 549–552. doi:10.1090/S0002-9904-1929-04761-X